# The Narrative (album)
Albums de The Narrative
Just Say Yes (EP) B-Sides and Seasides
(2012)
The Narrative est le second album écrit et enregistré par le groupe de indie rock The Narrative. Cet album a été mis en vente le 27 juillet 2010 par The Record Collective. L'album est produit par Bryan Russell a Red Wire Audio.

## Liste des chansons
Toutes les chansons sont écrites et composées par Suzie Zeldin et Jesse Gabriel.
| 1.    | Fade                   |  | 3:31 |
| 2.    | Cherry Red             |  | 4:11 |
| 3.    | Silence & Sirens       |  | 4:24 |
| 4.    | Empty Space            |  | 4:24 |
| 5.    | Winter's Coming        |  | 5:00 |
| 6.    | You Will Be Mine       |  | 4:11 |
| 7.    | Don't Want to Fall     |  | 3:22 |
| 8.    | Trains                 |  | 3:28 |
| 9.    | Starving for Attention |  | 4:39 |
| 10.   | I've Been Thinking     |  | 4:44 |
| 11.   | End All                |  | 4:12 |
| 12.   | Hard to Keep Your Cool |  | 2:44 |
| 13.   | Turncoat               |  | 4:20 |
| 52:42 |                        |  |      |

## Membres
- Suzie Zeldin - chanteur, piano
- Jesse Gabriel - chanteur, guitariste
- Charles Seich - batterie
- Ari Sadowitz - guitariste
- Will Noon - batterie
- Bryan Russell et Justin Long - Producteur
- Karen Preston - Album art